# Maurizio Riotto
Maurizio Riotto (Palermo, 1959) è un orientalista italiano, specializzato in studi coreani.

## Biografia
Nel 1977 si diploma presso il Liceo Ginnasio Statale "Giovanni Meli" di Palermo e si iscrive alla Facoltà di Lettere, indirizzo classico, nell'ateneo della stessa città. Nel 1982 si laurea con una tesi in Antichità Puniche sull'elemento anellenico nei culti di Selinunte, sito archeologico dove scava nelle campagne promosse dalla Soprintendenza alle Antichità della Sicilia Occidentale del 1982 e del 1983. Nel 1982 si iscrive alla Scuola di Specializzazione in Archeologia Orientale presso l'Università degli studi di Roma "La Sapienza", dove consegue il relativo diploma nel 1988 con una tesi sull'Età del bronzo in Corea.
Dal 1985 al 1990 è Research Fellow presso l'Università Nazionale di Seul, e in tale veste partecipa agli scavi dei tumuli del primo periodo Baekje nel sito di Seokchon-dong. Nel 1990 inizia ad insegnare Lingua e letteratura della Corea all'Università di Napoli "L'Orientale", dove rimane fino al 2019. In qualità di professore ordinario di Storia della Corea e Culture Comparate si trasferisce quindi alla Anyang University di Anyang City (Repubblica di Corea), fino al suo ritiro per limiti di età nel 2025. È stato anche numerose volte Visiting Professor in atenei e altre istituzioni culturali della Corea e del Giappone.
Studioso di notevole eclettismo, i suoi principali campi di ricerca sono la storia, la cultura e la letteratura della Corea, con particolare riferimento al periodo classico. Ha dimostrato l'origine medio-orientale del mito coreano sciamanico della principessa Paridegi e il comune denominatore della sacralità/ambiguità sessuale presente nel corpo speciale dei hwarang al pari di altre simili strutture dell'antichità. È traduttore, oltre che di opere classiche coreane, anche di autori contemporanei. Sue le prime traduzioni in italiano di opere di letteratura coreana, tra cui Il sogno delle nove nuvole di Kim Manjung, la Storia di Hong Kiltong di Hŏ Kyun, l'anonima Storia di Ch'unhyang e le Memorie di un pellegrinaggio alle cinque regioni dell'India di Hyecho. Nel 2019 ha pubblicato l'edizione critica del Samguk yusa di Iryŏn.
Autore e curatore di oltre duecento pubblicazioni, fra libri e articoli, collabora con varie testate giornalistiche italiane ed estere. Ha ricevuto nel corso della sua carriera vari riconoscimenti, tra cui l'Ordine al Merito Culturale conferitogli dal Presidente della Repubblica di Corea Lee Myung-bak nel 2011.

## Libri
- The Bronze Age in Korea, ISEAS, Kyōto 1989. ISBN 49-007-9303-5
- Fiabe e storie coreane, Arcana Editrice, Milano 1994. ISBN 88-796-6034-9
- Storia della letteratura coreana, Novecento Editrice, Palermo 1996. ISBN 88-373-0312-2. Ripubblicata nel 2022 in lingua spagnola da Editorial Verbum, in Madrid, con il titolo Historia de la literatura coreana. ISBN 978-84-1337-826-8
- Mogli, mariti e concubine: affari di famiglia nella Corea classica, Novecento Editrice, Palermo 1998. ISBN 88-373-0347-5
- Poesia religiosa coreana, U.T.E.T., Torino 2004. ISBN 88-02-06004-5
- Storia della Corea, Bompiani Editore, Milano 2005. ISBN 88-452-3480-0
- L'amore possibile: la storia di Ch'unhyang, Novecento editrice, Palermo 2008. ISBN 88-373-0467-6
- I misteri di Silla, Orientalia Parthenopea Edizioni, Napoli 2014. ISBN 978-88-97000-05-1
- Il poeta e il negromante. Ritratti dell'immaginario orientale, Libreria Editrice Cafoscarina, Venezia 2017. ISBN 978-88-7543-429-8
- Storia della Corea (Nuova edizione aggiornata), Bompiani editore, Milano 2018. ISBN 978-88-452-9681-9
- Fiabe e storie coreane: nuova edizione ampliata, Franco Muzzio editore, Roma 2021. ISBN 978-88-7413-279-9
- Santi buddhisti della Corea antica, Libreria Editrice Cafoscarina, Venezia 2021. ISBN 978-88-7543-499-1
- Munmyŏng-ŭi palchaguk: T’ap’ŭrobane, Serendibŭ, Sajaguk, Sillon (Impronte di una civiltà: Taprobane, Serendib, "Regno del leone", Ceylon). Somang ch'ulp'ansa, Seoul 2022 (con altri otto autori). ISBN 979-11-977658-1-0
- Poesia epica della Corea, Libreria Editrice Cafoscarina, Venezia 2022. ISBN 978-88-7543-503-5
- Storie di miracoli buddhisti, Ubaldini editore, Roma 2023.  ISBN 978-88-3401-871-2
- Miti e leggende della Corea - Cronache di sin e kwisin (con 15 illustrazioni di Lee Eunjoo). Nuinui edizioni, Chermignon 2024. ISBN 978-2-88975-186-0. Pubblicato contemporaneamente anche in lingua francese, sempre da Nuinui, in Chermignon, col titolo Mythes et légendes de la Corée - Chroniques de sin et kwisin. ISBN 978-2-88975-591-2
- Korea and the "Others". Studies on Korean Actions and Reactions Towards the Rest of the World. De Gruyter, Berlin and Boston 2024. ISBN 978-3-11-131807-3

## Articoli
- "Jar-Burials in Korea and Their Possible Social Implications", Korea Journal 35.3 (1995), pp. 40–53.
- "Ancient Koreans and Xiongnu: What Was the Nature of Their Relationship?", The Journal of Northeast Asian History 6.2 (2009), pp. 5-35.
- "Old and New Reasons for the Controversy on Koguryŏ: A Geo-Political Comment", International Journal of Korean History 13.1 (2009), pp. 1–15.
- "Korean Reaction to Matteo Ricci and Christianity: A Case of Defensive Fundamentalism?”, Ming-Qing Studies 2 (2011), pp. 597-616.
- "The Place of Hwarang Among The Special Military Corps of Antiquity", The Journal of Northeast Asian History 9.2 (2012), pp. 99–155.
- "When Poets Become Sorcerers: The Cases of Virgil and Ch’oe Ch’iwŏn", Korean Studies 38 (2014), pp. 29–50.
- "Apropos of Solangi and Caule", Horizons, Seoul Journal of Humanities 6.2 (2015), pp. 177-204.
- "And Thou Shalt be a Dispersion in All Kingdoms of the Earth: The Korean Diaspora in South-Korean Scholarship", Annali dell’Università degli studi di Napoli "L'Orientale" 75.1-4 (2015), pp. 143-172.
- "A Possible Literary Prototype of the Tale of Paridegi", Horizons, Seoul Journal of Humanities 7.1 (2016), pp. 3–27.
- "Oedipus in Korea: Echoes of Social Clashes in the Legends of Silla", The Review of Korean Studies 20.2 (2017), pp. 111–143.
- "Munhŭi’s Dream within Ancient Oneiromancy", Acta Via Serica 5.1 (2020), pp. 57-86.
- "The Allegory of King Kyŏngmun in the Samguk yusa", Seoul Journal of Korean Studies 33.1 (2020), pp. 127-154.
- "On the Question of the Authenticity of Haedong kosŭng-jŏn", Rivista degli studi orientali XCIII. 1-2 (2020), pp. 321-340.
- "The Strange Story of Monk Ariyabalma", International Journal of Korean History 26.1 (2021), pp. 1-34.
- "Play a Trick and Get a Queen: 'Divine Tricksters' in Ancient Korea (and Beyond)", Sungkyun Journal of East Asian Studies 21.2 (2021), pp. 161-189.
- "A Hypothesis on the Hen-Dragon (Gyeryong) of Silla", Seoul Journal of Korean Studies 35.1 (2022), pp. 97-129.
- "Notes on a Lost Book: Philological Questions and Symbols of the Sui-jŏn", Acta Asiatica Varsoviensia 35 (2022), pp. 201-231.
- "The Character of ‘Passive Hero’ in the Narrative Structures of Korea’s Premodern Literature", Acta Orientalia Academiae Scientiarum Hungaricae 76.2 (2023), pp. 305-329.
- "The Sea as a Literary Metaphor and its Representation in the Suijŏn", Acta Koreana 26.1 (2023), pp. 129-152.
- "Notes on the Pŏphwa yŏnghŏmjŏn and Its Korean Sources", Journal of Korean Religions 15.1 (2024), pp. 5-40.
- "Changing the Face of Destiny: A Study on Korean Reinterpretation of Tarot", in Maurizio Riotto (ed.): Korea and the "Others". Studies on Korean Actions and Reactions Towards the Rest of the World. De Gruyter, Berlin and Boston 2024, pp. 137-166.
- "The 'Other History' of the Chewang un'gi", Monumenta Serica 72.2 (2024), pp. 467-487.